# Assassing
Assassing è un singolo del gruppo musicale britannico Marillion, il secondo estratto dal secondo album in studio Fugazi e pubblicato nell'aprile 1984.

## Tracce
Testi e musiche dei Marillion.
7"
- Lato A

1. Assassing (Edited Version) – 3:59

- Lato B

1. Cinderella Search (Edited Version) – 4:19

12"
- Lato A

1. Assassing (Full Version) – 7:02

- Lato B

1. Cinderella Search – 5:24
2. Assassing (7" Version) – 3:35

## Formazione
Gruppo
- Fish – voce
- Steve Rothery – chitarra
- Pete Trewavas – basso
- Mark Kelly – tastiera
- Ian Mosley – batteria

Altri musicisti
- Chris Karen – percussioni aggiuntive

Produzione
- Nick Tauber – produzione
- Simon Hanhart – registrazione, missaggio
- Dave Meegan, Tony Phillips, Steve Chase – assistenza tecnica
- Arun – mastering

## Classifiche
| Classifica (1984) | Posizione massima |
| ----------------- | ----------------- |
| Regno Unito       | 22                |